# Raia-viola-de-espinhos
Conhecida como raia-viola-de-espinhos ou raia-tubarão (Rhina ancylostoma), é uma espécie de raia-viola que habita a região do Indo-Pacífico tropical. É a única espécie conhecida que pertence ao gênero Rhina, e pertence á família Rhinidae. É considerada uma espécie dócil para os humanos. Embora suas grandes nadadeiras dorsais e cauda forte o façam parecer um tubarão, ela é na verdade um tipo de raia, tanto que sempre é confundido com um tubarão.

## Descrição
Possui a cabeça de uma raia e a cauda de tubarão, as raias-violas-de-espinhos se parecem com uma guitarra ou violão. Essa espécie possui espinhos ao longo da crista em seu dorso. A espécie pode chegar á medir 300 cm e pesar 135.0 kg.

## Biologia
Este animal vive próximo ao leito oceânico, usa suas fileiras de dentes com cristas para quebrar carapaças de caranguejos e outros invertebrados. Quando se sente ameaçado, a raia-viola-de-espinhos pode usar sua cabeça pontiaguda defensivamente para dar cabeçada em predadores e pode ser uma espécie problemática para os pescadores que o capturam acidentalmente. A espécie pode ser vista sendo limpada por bodiões-limpadores (Labroides sp.) em estações de limpeza em recifes de corais.

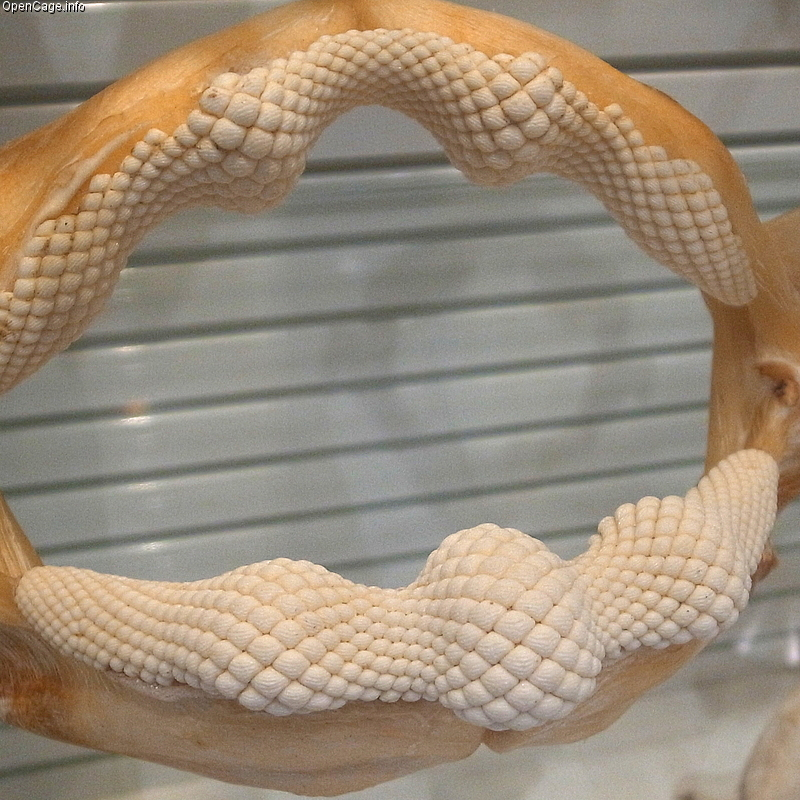
Mandíbula.

## Distribuição
A raia-viola-de-espinhos é amplamente distribuída nas águas tropicais costeiras do Indo-Pacífico ocidental. No Oceano Índico, é encontrada de KwaZulu-Natal na África do Sul ao Mar Vermelho (incluindo Seychelles), através do subcontinente indiano e sudeste da Ásia (incluindo as Maldivas ), até Shark Bay na Austrália Ocidental. Sua distribuição no Pacífico se estende ao norte até a Coreia e sul do Japão, a leste até a Nova Guiné e ao sul até Nova Gales do Sul. 

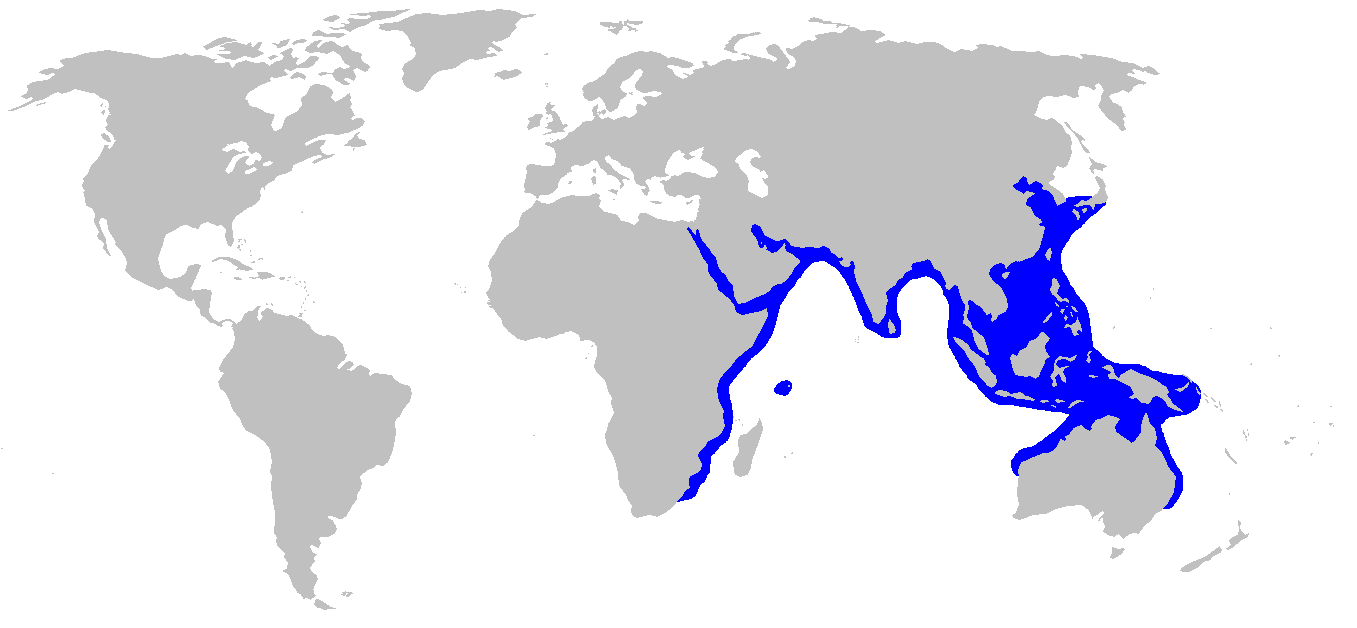

## Em cativeiro
Pode ser encontrada sendo exibida em vários aquários públicos, como o Okinawa Charaumi Aquarium,  Japão e no Georgia Aquarium, Atlanta.
Em 2014, o Newport Aquarium, Kentucky, foi o primeiro aquário que conseguiu reproduzir a espécie em cativeiro. Uma fêmea deu à luz sete filhotes, mas um dos filhotes era uma fêmea pequena que não sobreviveu. O peso dos filhotes era de 2,1 a 2,4 libras.

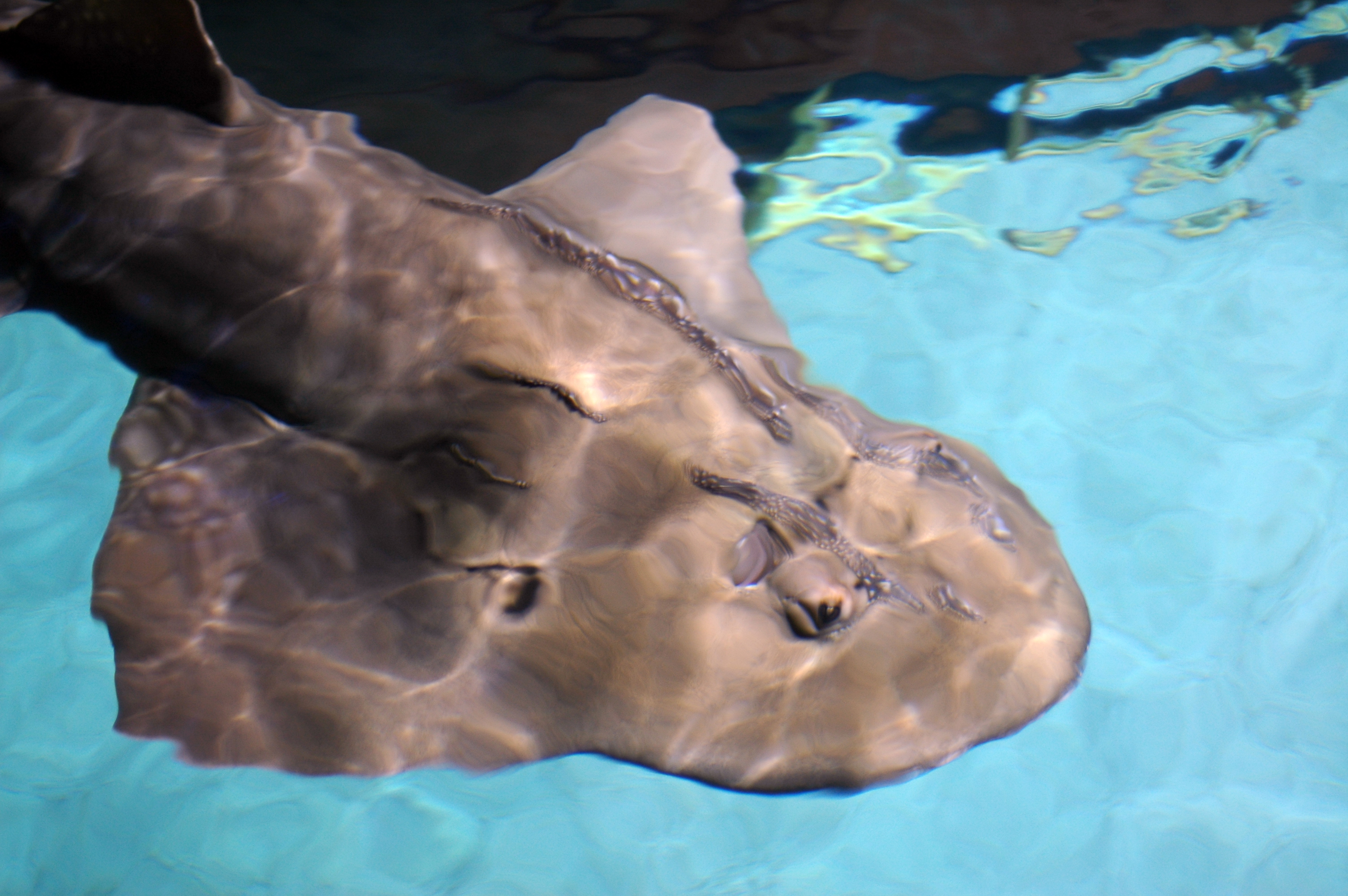
A primeira fêmea da espécie que reproduziu a espécie em cativeiro no Newport Aquarium, Kentucky.